# 村中李衣
村中 李衣（むらなか りえ、本名：高橋久子 1958年 - ）は日本の児童文学作家・絵本作家・児童教育学者。ノートルダム清心女子大学教授。

## 人物
山口県山陽小野田市出身。1981年筑波大学人間学類卒業後、日本女子大学大学院で安藤美紀夫に師事し、児童文学を学ぶ。83年同修士課程修了後、創作活動に専念。1990年梅光女学院大学短期大学部助教授、99年教授、2004年梅光学院大学教授を経て、2014年ノートルダム清心女子大学教授となる。日本児童文学者協会会員・日本児童文学学会会員・絵本学会会員。

## 受賞歴
- 1984年 - 「かむさはむにだ」で第17回日本児童文学者協会新人賞受賞
- 1985年 - 「小さいベッド」で第32回サンケイ児童文化賞受賞
- 1990年 - 「おねいちゃん」で第28回野間児童文芸賞受賞
- 2013年 - 「チャーシューの月」で第53回日本児童文学者協会賞受賞
- 2017年 - 「長期入院児のための絵本の読みあい」で第1回日本絵本研究賞
- 2019年 - 「あららのはたけ」で坪田譲治文学賞を受賞

## 著書
- 『かむさはむにだ』高田三郎 絵. 偕成社, 1983
- 『小さいベッド』かみやしん絵. 偕成社, 1984
- 『せんせいあ・り・が・と』遠藤てるよ絵. あかね書房, 1987
- 『ぱあすけ』宮本忠夫絵. あかね書房, 1989
- 『おねいちゃん』中村悦子絵. 理論社, 1989
- 『ト・シ・マ・サ』陸奥A子え. 偕成社, 1990
- 『たまごやきとウインナーと』長谷川集平絵. 偕成社, 1992
- 『生きることのデッサン 絵本・子ども・わたし』ぶどう社, 1993
- 『カナディアンサマー・Kyoko』内沢旬子絵. 理論社, 1994
- 『祇王・仏』丹羽貴子 絵, 「京の絵本」刊行委員会, 1994
- 『絵本を読みあうということ 「読書療法」の向こう側とこちら側』ぶどう社, 1997
- 『走れ』宮本忠夫 絵. 岩崎書店, 1997
- 『かわむらまさこのあつい日々』内澤旬子 絵. 岩崎書店, 1998
- 『やまさきしょうてんひとくちもなか』川端誠 絵. 大日本図書, 1998
- 『読書療法から読みあいへ 「場」としての絵本』教育出版, 1998
- 『わおう先生、勝負!』藤田ひおこ絵. あかね書房, 2000
- 『お年寄りと絵本を読みあう』ぶどう社, 2002
- 『そっちへ行ったらあぶないにほんご』草土文化, 2002
- 『子どもと絵本を読みあう』ぶどう社, 2002
- 『うんこ日記』川端誠え. BL出版, 2004
- 『こころのほつれ、なおし屋さん。』クレヨンハウス, 2004
- 『とうちゃん、おかえり』あべ弘士絵. ポプラ社, 2005
- 『絵本の読みあいからみえてくるもの』ぶどう社, 2005
- 『まるごとおいしい幸福のつくりかた』クレヨンハウス, 2006
- 『はんぶんぺぺちゃん』ささめやゆき絵. 佼成出版社, 2008
- 『くつしたのはら』こやまこいこ 絵. 日本標準, 2009
- 『行け!シュバットマン』堀川真 画. 福音館書店, 2010
- 『チャーシューの月』佐藤真紀子 絵. 小峰書店, 2012
- 『なんかヘンだを手紙で伝える (小学生のための文章レッスン)藤原ヒロコ 絵. 玉川大学出版部, 2012
- 『日本語 ことばは時をこえる! (日本文化キャラクター図鑑)おくやまひでとし 絵. 玉川大学出版部, 2014
- 『かあさんのしっぽっぽ (おはなしいちばん星)藤原ヒロコ 絵. BL出版, 2014
- 『よるのとしょかんだいぼうけん (おはなしいちばん星)北村裕花 絵. BL出版, 2015
- 『春夏秋冬 自然とつきあう! (日本文化キャラクター図鑑)ふるやまなつみ 絵. 玉川大学出版部, 2015
- 『みんがらばー!はしれはまかぜ』しろぺこり 絵. 新日本出版社, 2016
- 『マレットファン 夢のたねまき』新日本出版社, 2016
- 『哀しみを得る 看取りの生き方レッスン』かもがわ出版, 2017
- 『マネキンさんがきた』武田美穂 絵. BL出版, 2018
- 『保育をゆたかに絵本でコミュニケーション』かもがわ出版, 2018
- 『たなばたのねがいごと』えがしらみちこ 絵. 世界文化社, 2018
- 『いつか、太陽の船』こしだミカ, 根室の子ども達 絵. 新日本出版社, 2019
- 『こくん』(童心社のおはなしえほん)石川えりこ 絵. 2019
- 『あららのはたけ』石川えりこ 絵. 偕成社, 2019

### 共著・編著
- 『ふしぎのくにのにほんご』有元光彦共著. 教育出版, 1997
- 『子育て絵本相談室 こまったときの絵本だのみ』横山眞佐子共著. ポプラ社, 1999
- 『跳ぶ教室 人間関係教育の試み』赤堀方哉共著. 教育出版, 2004
- 『うんこのあかちゃん おとうちゃんの出産絵日記』長谷川義史作, 村中李衣 おせっかい助産師. クレヨンハウス, 2006
- 『ワークで学ぶ児童文化 感じあう伝えあう』編著. 金子書房, 2015
- 『妖怪 異界からのことづて! (日本文化キャラクター図鑑)倉本昭原案, 村中李衣文, 日本大学芸術学部デザイン学科 絵. 玉川大学出版部, 2016
- 『はじめよう!ブックコミュニケーション 響きあう教室へ』伊木洋共著. 金子書房, 2019

翻訳
- ワンダ・ガァグ 作・絵『なんにもないない』むらなかりえ訳. ブック・グローブ社, 1994

## ドキュメンタリー
- ETV特集「塀の中で手にした“鏡”」（2023年7月22日、NHK Eテレ）[1]